# Margot Busse
Margot Busse (* 1. September 1944 in Zeppernick-Wendgräben) ist eine deutsche Schauspielerin.

## Leben
Ein halbes Jahr nach ihrer Geburt kam ihr Vater bei einem der letzten Bombenangriffe auf Magdeburg als Feuerwehrmann ums Leben. So wuchs sie als jüngste mit drei Schwestern und ihrer Mutter vaterlos auf. Nach der Mittleren Reife begann sie zunächst eine Lehre zur Bibliothekstechnikerin, die sie abbrach, als sie 17-jährig ihre Ausbildung zur Schauspielerin an der Theaterhochschule „Hans Otto“ in Leipzig begann.
Noch als Studentin erfolgte ihr Film-Debüt, der Regisseur Frank Beyer besetzte sie mit der Rolle des Mädchens Karin in dem Film Karbid und Sauerampfer. Im dritten und vierten Ausbildungsjahr spielte sie mehrere große Rollen an den Städtischen Theatern in Karl-Marx-Stadt, darunter die Eliza in Shaws Pygmalion und die Sima in Unterwegs von Rosow. Nach Beendigung des Schauspielstudiums 1966 folgten mehrjährige feste Engagements an den Städtischen Theatern in Karl-Marx-Stadt, den Landesbühnen Sachsen, den Bühnen der Stadt Gera und Gastengagements an der Volksbühne Berlin. Wichtige Rollen in dieser Zeit waren die Polly in der Dreigroschenoper, die Franziska in Minna von Barnhelm, die Rachela in Die seltsame Reise des Alois Fingerlein, Shakespeares Julia, die Käthe in Einsame Menschen von Gerhart Hauptmann, die Negina in Talente und Verehrer von Ostrowski, Lessings Emilia Galotti um nur einige zu nennen. Ensemble-Gastspiele führten sie nach Bulgarien, Rumänien und in die Bundesrepublik. Gleichzeitig war sie mit Beginn der siebziger Jahre häufig bei Film und Fernsehen beschäftigt.
Seit 1979 lebt sie in Berlin, Engagements für Film- und Fernsehproduktionen rückten stärker ins Zentrum ihrer Tätigkeiten. Neben Aufgaben für Synchron und Hörspiel moderierte sie von 1985 bis 1987 im Fernsehen der DDR die Magazin-Sendung Treffpunkt Kino.
Nach 1989 widmete sie sich hauptsächlich in Jugendeinrichtungen dem Darstellenden Spiel mit Kindern und Jugendlichen.
Margot Busse ist mit dem Regisseur und Schauspiellehrer Rüdiger Volkmer verheiratet, sie haben eine Tochter.

## Filmografie
- 1963: Karbid und Sauerampfer
- 1966: Columbus 64 (TV)
- 1969/1977: Die seltsame Reise des Alois Fingerlein (Theateraufzeichnung)
- 1971: Dornröschen
- 1971: Männer ohne Bart
- 1972: Der Mann, der nach der Oma kam
- 1972: Laut und leise ist die Liebe
- 1976: Heimkehr in ein fremdes Land (TV-Serie)
- 1977: Die seltsame Reise des Alois Fingerlein
- 1979: Nicki
- 1980: Ja, so ein Mann bin ich!
- 1980: Polizeiruf 110: Zeugen gesucht (TV-Reihe)
- 1981: Unser Mann ist König (TV-Serie)
- 1981: Pugowitza
- 1982: Der blaue Oskar (Theateraufzeichnung)
- 1982: Hotel Polan und seine Gäste (TV-Serie)
- 1982: Schöne Aussichten
- 1982: Familie Rechlin (TV-Zweiteiler)
- 1982: Woll’n wir tauschen?
- 1982: Der Staatsanwalt hat das Wort: Hoffnung für Anna
- 1983: Märkische Chronik
- 1983: Ich bin nicht Don Quichote
- 1983: Bühne frei (TV-Serie)
- 1983: Berühmte Ärzte der Charité: Die dunklen Jahre
- 1984: Das Puppenheim in Pinnow (Fernsehfilm)
- 1984: Lebenszeichen
- 1984: Mit vierzig hat man noch Träume
- 1984: Polizeiruf 110: Inklusive Risiko (TV-Reihe)
- 1984: Der Staatsanwalt hat das Wort: Ein leeres Haus
- 1985: Polizeiruf 110: Verführung (TV-Reihe)
- 1985/1986: Schauspielereien (TV-Serie)
- 1986: Rund um die Uhr (TV-Serie)
- 1986: Weihnachtsgeschichten (Fernsehfilm)
- 1987: Glück hat seine Zeit …
- 1988: Schwingungen: Szenische Reportage
- 1988: Bei Neuhaus zu Haus (TV-Serie)
- 1989: Polizeiruf 110: Variante Tramper (TV-Reihe)
- 1990: Gänsehaut
- 1990: Polizeiruf 110: Falscher Jasmin (TV-Reihe)
- 1990: Die Liebesfalle
- 1990: Die Wirtin, das Biest und andere Liebesspiele
- 1990: Der Staatsanwalt hat das Wort: Küsse und Schläge

## Hörspiele (Auswahl)
- 1982: Rolf Wohlgemuth: Auf der Schaukel – Regie: Werner Grunow (Hörspiel – Rundfunk der DDR)
- 1996: Dacia Maraini: Stimmen – Regie: Götz Fritsch (WDR)